# Семитология
Семитоло̀гията е клон на филологията и ориенталистиката, изучаващ езиците, културата и историята на семитските народи. Тя включва подобласти като арабистиката, хебраистиката, асириологията, както и лингвистичните изследвания, насочени към реконструиране на прасемитския език.